# Zima (település)
Zima (oroszul: Зима) város Oroszország ázsiai részén, az Irkutszki területen, a Zimai járás székhelye.
Lakossága: 32 508 fő (a 2010. évi népszámláláskor).
Az Irkutszk–Cseremhov-síkságon, az Oka bal partján, mocsaras területen fekszik, Irkutszktól 230 (250?) km-re északnyugatra. Közelében torkollik az Okába a városnak nevet adó Zima folyó. 
Éghajlata szélsőségesen kontinentális. A levegő hőmérséklete a téli -40–50 °C és a nyári 35–40 °C közötti tartományban váltakozik.
A transzszibériai vasútvonal jelentős állomása. Az Oka itteni hídján vezet át Irkutszk felé a vasúti fővonal, és a város mellett vezet az M-53 „Bajkál” jelű autóút Krasznojarszk–Irkutszk közötti szakasza. A legközelebbi, 20 km-re fekvő város Szajanszk, az Irkutszki terület fiatal iparvárosa. 
A település Sztaraja Zima néven 1743 óta volt ismert. Mellette hozták létre 1898-ban a transzszibériai vasútvonal építését kiszolgáló új települést, a következő évben elkészült a vasútállomás, majd fűtőház, raktárak és javítóműhelyek is épültek.
A szovjet korszakban létesített jelentősebb vegyipari vállalatai a 21. század első évtizedére megszüntek (hidrolízis üzem, gyanta-extrakciós üzem). Gazdasági életében meghatározó szerepe van a faiparnak és a vasútnak.
A város szülötte Jevgenyij Jevtusenko orosz költő.